# The Human Centipede (First Sequence)
The Human Centipede (First Sequence) (bra: A Centopeia Humana) é um filme neerlandês de 2009, escrito, co-produzido e dirigido por Tom Six. O enredo gira em torno de um cirurgião alemão que sequestra duas turistas americanas (Lindsay e Jenny) e um turista japonês (Katsuro) e os une cirurgicamente pelo sistema digestivo — da boca ao ânus — formando uma "centopeia humana". A obra é estrelada por Dieter Laser, no papel do Dr. Josef Heiter, e Ashley C. Williams, Ashlynn Yennie e Akihiro Kitamura como suas vítimas. De acordo com Six, o conceito do filme surgiu de uma piada que ele e seus amigos fizeram sobre punir molestadores de crianças costurando sua boca no ânus de um "motorista de caminhão com sobrepeso". A inspiração para o filme também veio de experimentos médicos nazistas realizados durante a Segunda Guerra Mundial, como os crimes de Josef Mengele no campo de concentração de Auschwitz.
Após a obtenção do financiamento de seu projeto, o diretor não disse algo sobre o enredo, temendo que isso pudesse afastar os investidores, que não descobriram a natureza do filme até que ele estivesse completo. A obra recebeu críticas mistas dos críticos de cinema e ganhou alguns prêmios em festivais de cinema internacionais. O filme foi lançado nos Estados Unidos em um lançamento limitado em 30 de abril de 2010. A sequência, intitulada The Human Centipede Full Sequence, também escrita e dirigida por Six, foi lançada em 2011.

## Sinopse
Lindsay (Ashley C. Williams) e Jenny (Ashlynn Yennie), duas turistas americanas que estavam na Alemanha, são drogadas e sequestradas pelo cirurgião aposentado Dr. Josef Heiter (Dieter Laser) quando elas foram buscar ajuda em sua casa depois de o pneu do carro furar. Elas acordaram em uma enfermaria médica improvisada. Pouco depois, veem Heiter matar um motorista de caminhão que ele tinha sequestrado, pois este não era compatível. O doutor, então, sequestra o turista japonês Katsuro (Akihiro Kitamura). O médico explica que ele é um especialista de renome mundial na separação de gêmeos siameses, mas que sonha em criar uma nova criatura juntando pessoas. Ele descreve em detalhes como conectará cirurgicamente suas três vítimas "da boca ao ânus", para que elas compartilhem um único sistema digestivo.

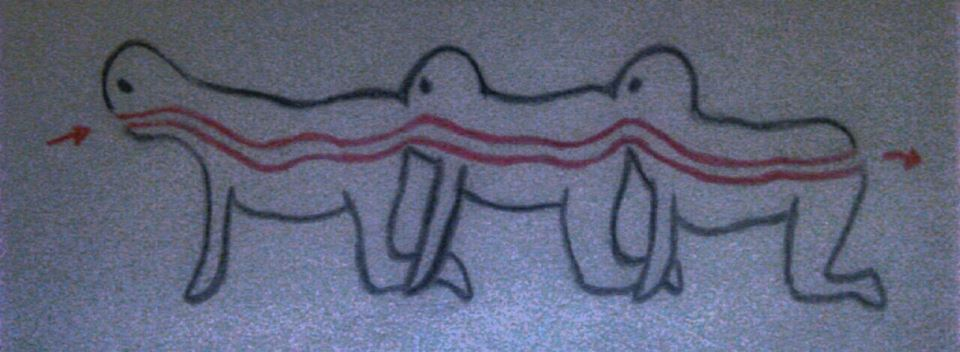
Modelo da centopeia criado por Heiter.

Depois de uma falha tentativa de escape, Heiter explica a Lindsay que ele já havia experimentado o método com três cães. No entanto, os três cães morreram pouco depois da cirurgia, e ele diz que um cão que tentara escapar tornou-se a peça central, sendo o que mais sentiu dor, e como punição por sua tentativa de fuga, ela se tornará a parte central da centopeia. Heiter executa a cirurgia, colocando Katsuro na frente, Lindsay no meio e Jenny na parte traseira. Durante o procedimento, ele removeu os dentes da frente de ambas as mulheres e mutilou as nádegas de Katsuro e de Lindsay, a fim de proporcionar um acesso mais fácil ao reto, para ligá-lo a boca de quem está atrás; também corta os ligamentos dos joelhos das vítimas para evitar que elas estiquem a perna e levantem, forçando-as a rastejar. Então coloca-as uma atrás da outra e costura suas bocas no ânus da que está na frente.
Depois da conclusão da operação, Heiter tenta treinar sua centopeia como um animal de estimação, muitas vezes desprezando Katsuro com insultos racistas e batendo-o com uma chibata quando este se torna rebelde. Após o médico forçá-lo a comer como um cachorro, ele não aguenta e defeca, forçando Lindsay a engolir seus excrementos enquanto o médico sente prazer. No entanto, este finalmente se irrita depois de ficar acordado pelo constante grito de Katsuro (que, como a parte dianteira da centopeia, tem a boca livre e ainda é capaz de falar), e quando vai puní-lo, percebe que Jenny está morrendo de septicemia, apesar de Lindsay ter segurado suas fezes. Quando dois detetives, Kranz (Andreas Leupold) e Voller (Peter Blankenstein), visitam a casa para investigar o desaparecimento dos turistas, Heiter tem a ideia de adicioná-los como substitutos de Jenny; para criar, assim, uma centopeia de quatro partes. Ele oferece aos dois detetives água com sedativo, mas estes suspeitam e saem para conseguirem um pedido de busca domiciliar. Enquanto deixam o lar de Heiter, as vítimas tentam escapar, e Katsuro lhe ataca, mas a tentativa falha. Katsuro confessa ao médico que ele mereceu seu destino porque ele havia tratado sua própria família mal, então comete suicídio ao cortar a garganta com um pedaço de vidro.
Ao retornarem à casa de Heiter, os detetives se separam e efetuam buscas, enquanto o doutor está ferido e se esconde perto de sua piscina. Kranz encontra a ala onde encontram-se as vítimas. Voller começa a sentir o efeito do sedativo e Heiter o apunhala com o bisturi. Ao encontrar Voller morto, Kranz é baleado pelo médico com a arma de Voller, mas aquele consegue disparar na cabeça de Heiter antes de morrer. Jenny e Lindsay dão as mãos enquanto Jenny morre. Lindsay, chorando, fica sozinha na casa, presa entre seus companheiros falecidos. O filme termina com os sons de seus soluços enquanto a câmera apaga em direção ao telhado da casa.

## Elenco

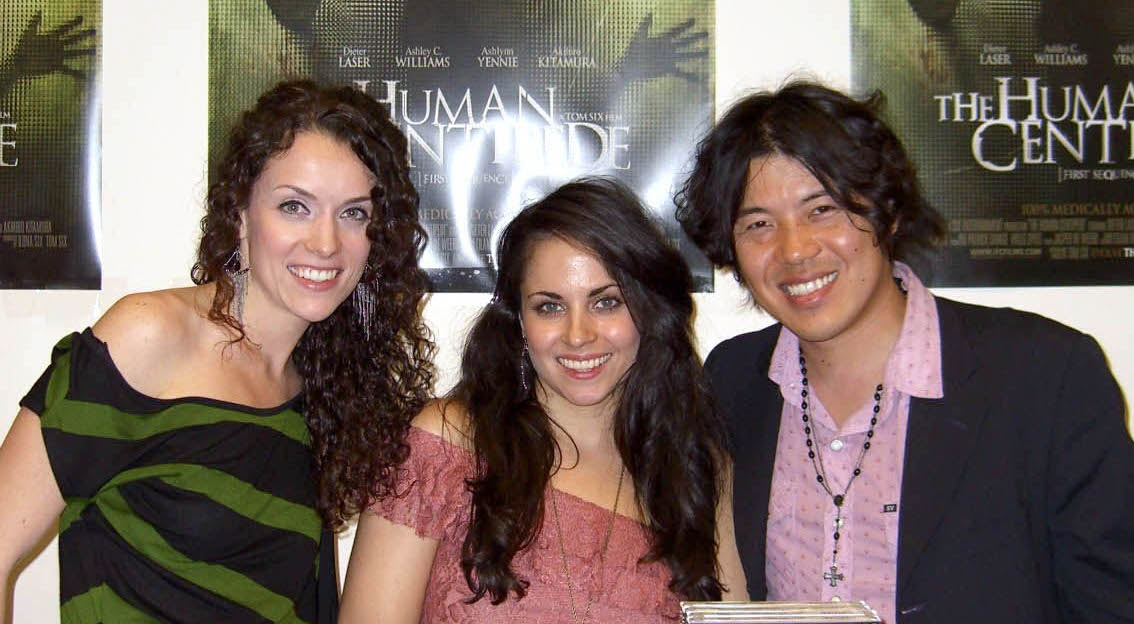
Ashlynn Yennie, Ashley C. Williams e o ator Akihiro Kitamura na Big Apple Convention, em 1 de Outubro de 2010.

- Dieter Laser interpreta Dr. Josef Heiter: um cirurgião aposentado[5] que especializou-se na separação de gêmeos siameses, mas depois de aposentado interessou-se em "unir criaturas", chegando a afirmar que "odeia humanos". Os testes para o papel de Heiter foram realizados em Berlim, e Six pretendia contratar Laser antes mesmo dele ter lido o papel, porque o diretor tinha visto um de seus filmes e gostado de sua performance.[6] Laser já havia atuado em cerca de 60 filmes, em grande maioria em alemão,[7] como Der Unhold e Baltic Storm.[8] Ao encontrá-lo durante o processo de audição, o diretor deu-lhe uma explicação detalhada das cenas de Heiter, e o ator, impressionado pela dedicação e paixão do diretor, concordou em aceitar o papel.[9] O ator contribuiu consideravelmente para o desenvolvimento do caráter de Heiter. Por exemplo, o cirurgião vê a "centopeia" como seu animal de estimação, então Laser afirmou que era importante que Heiter aparecesse nu durante uma cena em que ele nadou na visão de suas vítimas, dizendo: "você não tem vergonha de estar nu" em frente de um animal de estimação.[10]
- Ashley C. Williams interpreta Lindsay: uma turista americana e a peça central da centopeia. A audição para os papéis de Jenny e de Lindsay ocorreu em Nova Iorque.[11] Six disse que durante o processo de audição, muitas atrizes deixaram o local com desgosto depois de ouvir a natureza do papel,[12] e outras afirmaram que seriam capazes de assumi-lo, mas posteriormente consideraram que o papel seria "muito" para elas,[13] particularmente no momento em que sua boca é presa cirurgicamente ao ânus de outro personagem. Williams expressou preocupações quanto à nudez do personagem em uma cena, mas aceitou o papel quando lhe foi assegurada que esta seria modesta e de natureza não-sexual.[11]
- Ashlynn Yennie interpreta Jenny: a peça traseira da centopeia. Assim como Williams, The Human Centipede foi a sua primeira interpretação profissional no cinema.[14] Ela foi selecionada dentre várias atrizes que fizeram o teste para o papel, pois os produtores procuravam por uma atriz que tivesse boa química na tela com Williams.[11] Yennie foi capaz de desenvolver ainda mais seu relacionamento com aquela quando ambas compartilharam um apartamento na Holanda durante as filmagens.[15] Ela sentiu-se atraída pelo "papel da humanização" ao longo do enredo e como as três vítimas de Heiter eram forçadas de maneira involuntária a fazer o que ele quisesse, e também disse que a história era tão realista que a assustava.[16]
- Akihiro Kitamura interpreta Katsuro: um turista japonês e a peça frontal da centopeia. Tendo já participado do mundo cinematográfico, seja atuando ou escrevendo roteiros para muitos filmes e programas de televisão (incluindo a popular série de televisão americana Heroes),[8] Kitamura era um ator relativamente experiente em comparação com outros membros do elenco. Ele fez uma audição para o papel enquanto estava em Los Angeles, via Skype, depois que o diretor de elenco o viu na televisão e lhe recomendou.[17] O restante do elenco não se encontrou com ele até um dia antes do início do dia das filmagens.[11]
- Rene de Wit como o motorista de caminhão, uma das vítimas de Heiter. De Wit já havia trabalhado com Six em seu filme I Love Dries (2008).[18]
- Andreas Leupold como detetive Kranz.[19]
- Peter Blankenstein como detetive Voller.[19]

## Produção

### Roteiro

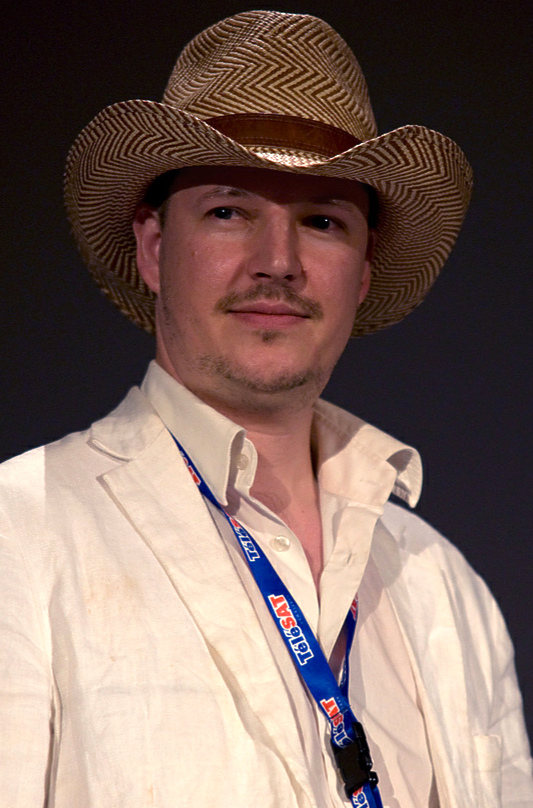
Tom Six, o diretor e roteirista do filme.

A inspiração para o enredo do filme veio de uma piada que o escritor e diretor Tom Six fizera com seus amigos, sobre punir um molestador de crianças que viram em um programa de televisão costurando sua boca no ânus de um motorista de caminhão com sobrepeso. Six viu isso como um conceito de filme de terror, começando imediatamente a desenvolver um roteiro. Ele citou como influências diretas para seu trabalho como cineasta os primeiros trabalhos de David Cronenberg e filmes de terror japonês, e afirmou que prefere filmes de terror realistas em vez dos "não críveis" como os de monstros, e por essa declaração, disse que recebeu "bronca dos politicamente corretos". As principais influências para a obra foram o polêmico filme italiano Salò ou os 120 Dias de Sodoma (1975), dirigido por Pier Paolo Pasolini, notável por suas intensas cenas de violência gráfica, sadismo e perversão sexual, bem como o legado do diretor japonês Takashi Miike, e também expressou sua paixão pelas obras de David Lynch. Outra inspiração veio de seu próprio trabalho anterior como diretor da versão holandesa de Big Brother, onde ele observou que as pessoas "faziam coisas malucas quando estavam sozinhas e pensavam que não estavam sendo vigiadas".
O cineasta afirmou que The Human Centipede é, em certo sentido, uma reflexão do fascismo. O ator Dieter Laser, que interpretou o antagonista Dr. Heiter, disse durante a promoção do filme que os cidadãos alemães sentiram culpa pelas ações nazistas na guerra, e é algo que lhes tinha assombrado por muito tempo, citando um exemplo de um alemão cujo pai participou da guerra, e que muitas vezes sentia-se "como uma criança cujo pai está preso por assassinato". Através deste exemplo, a produção teve a ideia de criar um vilão alemão, Six referiu-se à invasão da Holanda pela Alemanha durante a Segunda Guerra Mundial e os experimentos médicos nazistas como inspirações. Laser afirmou em uma entrevista à revista Entertainment Weekly que considerou o filme uma "grotesca paródia sobre a psique nazista". O nome do antagonista surgiu a partir da combinação de vários criminosos de guerra nazistas; seu sobrenome, Heiter (cujo significado literal em alemão é "alegre"), resultou dos nomes dos médicos nazistas Fetter e Richter, e seu primeiro nome, Josef, vem de Josef Mengele, que realizou experimentos em prisioneiros no campo concentração de Auschwitz. A Segunda Guerra Mundial também influenciou a nacionalidade dos outros personagens principais (americanos e japoneses). Six incluiu muitos clichês de filmes do gênero na primeira metade da obra, como carro que dá problemas de repente, falta de sinal telefônico e vítimas muito ingênuas. Isto foi feito com a intenção de "tranquilizar" o público para achar que fosse um filme de suspense "comum", para, em seguida, tornar as cenas mais chocantes.
O diretor decidiu por um personagem masculino japonês na frente da centopeia por duas razões: primeiro, criar uma barreira linguística entre o médico e a centopeia. Ao longo do filme, os personagens (com exceção de Heiter, que fala de sua experiência em inglês na maioria das vezes) falam apenas em sua língua materna (legendada para o espectador, se necessário). Katsuro, sendo a frente da centopeia, só pode falar japonês e, portanto, não pode comunicar-se com o médico ou Jenny e Lindsay. Segundo, a posição de Katsuro na centopeia deu uma possibilidade do médico e a vítima masculina lutarem no clímax da trama. Six afirmou nos comentários de diretor que tem fobia a hospitais e médicos, então aproveitou a cena em que o médico revela a suas vítimas como vai criar a centopeia e o procedimento seguinte, para criar o seu próprio "pesadelo".
Enquanto buscava financiamento para o filme, o diretor disse apenas que o enredo era sobre um cirurgião que costurou pessoas, não revelando inicialmente que as vítimas seriam unidas da boca ao ânus, pois acreditava que esta ideia não teria nenhuma chance de receber investimentos. Os investidores acharam que a ideia de um cirurgião costurando pessoas era original e a produção recebeu o financiamento. No entanto, eles não tiveram detalhes da história até que o filme fosse concluído. De acordo com Six, seus investidores estavam muito satisfeitos com o filme, e antes da assinatura dos respectivos contratos, os atores tiveram a oportunidade de assistir a um esboço sequencial ao invés do roteiro completo. Também foram mostrados esboços de como a centopeia seria formada.

### Filmagens
Embora a trama se passe na Alemanha, a maior parte das gravações ocorreu na Holanda devido às paisagens semelhantes dos dois países. A casa de Heiter, onde acontece a maior parte da história, é, na verdade, uma casa de campo encontrada pela equipe de produção localizada na Holanda. A propriedade fica em uma área residencial — com muitas casas semelhantes a ela — e não rodeada por florestas como aparece no filme. Para garantir que outras casas não aparecessem no filme, foram feitas algumas mudanças na propriedade antes do inicio das gravações. As filmagens da sala de cirurgia de Heiter ocorreram dentro de uma sala de cinema, com camas hospitalares e aparelhos para terapia intravenosa alugados de um hospital local. As pinturas de gêmeos siameses expostas na casa foram feitas por Six, que sentiu que contribuíram para dar uma atmosfera sombria. A cena no início do filme foi registrada em uma suíte de um hotel próximo de Amsterdã. O filme foi filmado quase inteiramente em sequência; Yennie afirmou que isso ajudou os atores no desenvolvimento da trama. A cena de abertura, em que só aparece Laser e Wit, foi gravada no último dia de filmagem.
Para preservar a essência de seu personagem durante todo o processo de filmagem, Laser ficou, sempre que possível, longe dos outros atores e equipe, com intenção de promover certo nível de separação entre eles, e também só comia a comida que levara ao set, principalmente frutas. Ele contribuiu em várias passagens do diálogo do personagem e escolheu a maior parte de suas vestimentas de seu próprio guarda-roupa; o jaleco usado de Heiter, comprado por Laser, fora usado por médicos nazistas. Laser também ficou satisfeito com a participação dos outros atores na produção das cenas. No momento em que Heiter explica o procedimento para suas vítimas, Kitamura improvisa um diálogo, o qual agradou Laser pela sua espontaneidade. Em um momento das filmagens Laser chutou acidentalmente Kitamura (Katsuro), o que fez que houvesse uma discussão entre eles. O incidente ocorreu durante a cena em que Heiter senta-se para jantar enquanto a centopeia come comida de cachorro no chão ao seu lado. Laser também feriu Williams durante a cena em que o médico agarra e injeta sonífero em Lindsay, o que causou uma rápida pausa nas gravações.
A influência nazista em Heiter aparece também na música, com uso da música clássica quando o médico está "treinando" a centopeia. A baixa qualidade da música pretendia simular o som proveniente de um alto-falante, da mesma forma que era tocada em campos de concentração nazistas. Muitos dos efeitos sonoros foram criados a partir da manipulação de carne. Por exemplo, o som de um nariz quebrando foi criado do estalo de ossos de um pedaço de carne crua. Devido ao desconforto de passar longos períodos em posição de engatinhar, os atores que formaram a centopeia receberam um tratamento de massagem no fim de cada dia de filmagem. Yennie afirmou que ela e Williams tiveram dor na mandíbula por causa da posição que as cenas exigiram, mas afirmou que, em geral, o lado físico não foi excessivamente difícil.

### Efeitos

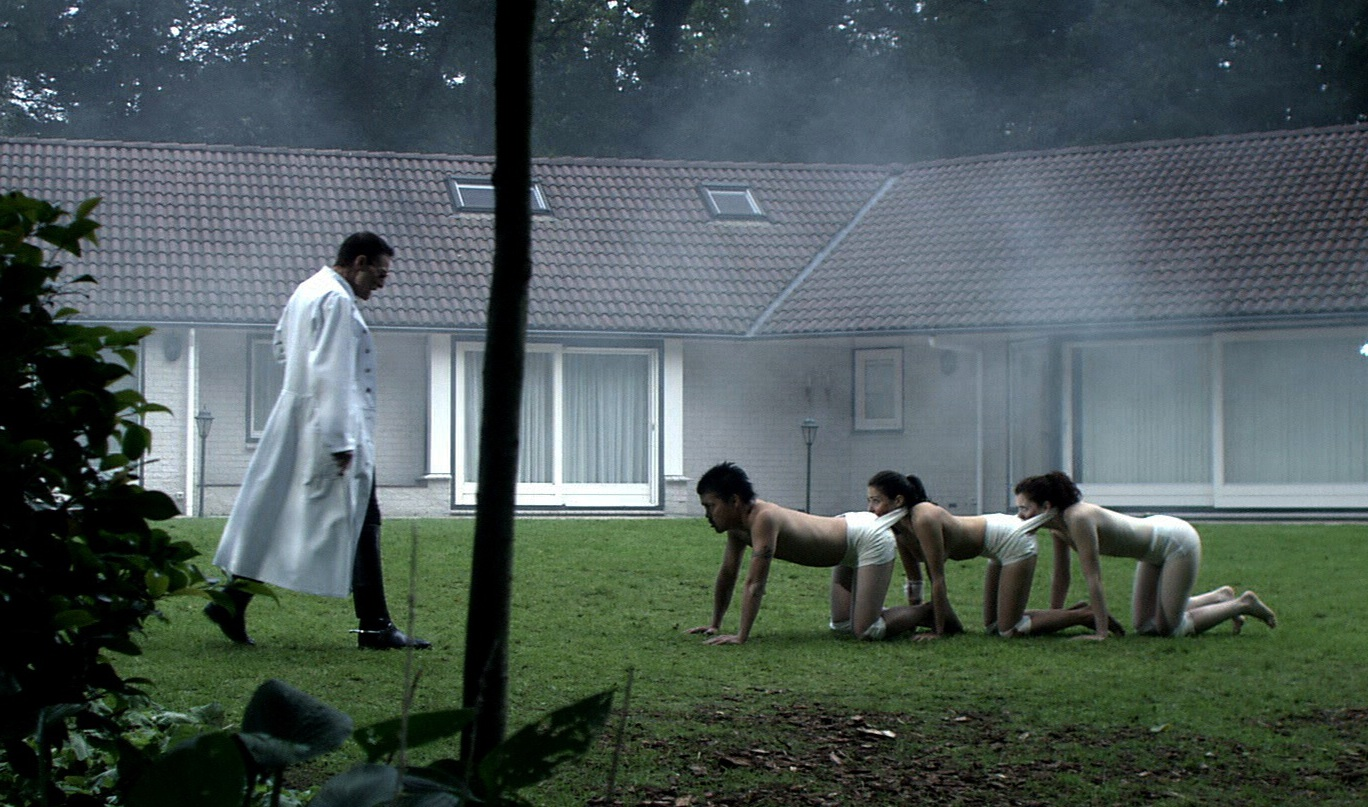
Cena em que o Dr. Heiter tenta "treinar" sua centopeia concluída. O uso das ataduras permitiu que os cineastas dessem uma ideia mais violenta e perturbadora do que realmente é mostrado no filme.

Ao contrário do que se poderia pensar, The Human Centipede contêm relativamente pouco gore, pouca representação sobre o procedimento cirúrgico — que é apenas descrito pelo médico — e nenhum excremento é mostrado; de acordo com Kim Newman, da revista Empire, "nunca é tão chocante quanto ameaça ser". A principal intenção de Six era criar um filme que fosse tão autêntico quanto possível e disse ter consultado um cirurgião holandês durante a produção para torná-lo um filme com "100% de precisão médica". Inicialmente, o cirurgião não tinha interesse em ajudar, pois segundo ele, o diretor era "louco" e a ideia não tinha "nada a ver com ciência médica". No entanto, posteriormente mudou de ideia e gostou do conceito da obra, então ele orientou o desenvolvimento do argumento de criar uma centopeia humana. Para Six, os membros central e traseiro da centopeia poderiam sobreviver por anos, pois nas fezes há alguma nutrição, além da dieta ser complementada com terapia intravenosa. A equipe de efeitos especiais foi liderada por Rob Hillenbrink e seu filho Erik, que ficaram responsáveis por projetar a composição final da centopeia a partir de esboços fornecidos pelo cirurgião. Os atores que compunham-na usavam roupas íntimas de material mais endurecido, com exceção Yennie, que tinham uma alça de borracha para que eles pudessem morder, criando a ilusão de que realmente tiveram a boca costurada no ânus do ator a sua frente. O diretor manteve em segredo de como a centopeia seria o maior tempo possível, e Yennie alegou que nem mesmo seu assistente de maquiagem sabia, chegando a pergunta-lhe que tipo de "terno" os atores usariam.
Na cena em que Heiter opera suas vítimas, os dentes de Jenny foram removidos digitalmente na pós-produção, assim como a chuva da cena em que o carro delas quebra. O "cachorro centopeia" foi criado através do Adobe Photoshop com a imagem de três Rottweilers e a união de suas cabeças digitalmente. A técnica de gradação de cores foi extensivamente usada durante a produção. Por exemplo, no final do filme, quando Lindsay é deixada entre os cadáveres de Jenny e Katsuro, o tom de pele deles foi clareado ainda mais para dar a impressão que apenas Lindsay ainda estava viva. A produção não recebeu permissão para filmar na estrada, mas mesmo assim gravaram ao notarem que a localização da floresta era ideal para a cena. O filme contém muito uso do travelling; Six citou a influência de Takashi Miike, "que também usa muitos travelling em seus filmes".

## Lançamento

### Divulgação

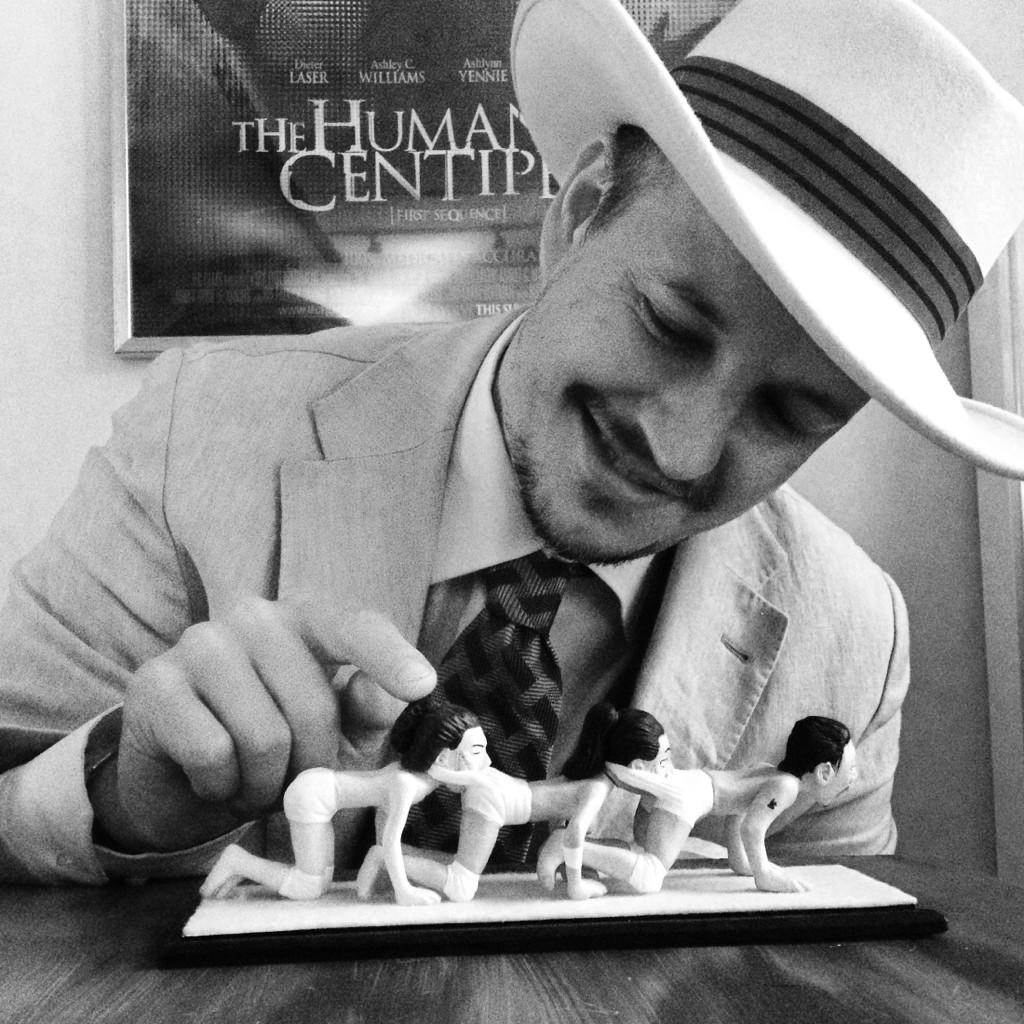
O diretor na divulgação do filme brincando com uma maquete da centopeia humana.

Durante a promoção da obra alguns veículos de comunicação alegaram que houve "100% de precisão médica". A declaração inicial do diretor é que ele tinha sido descrito como "o filme mais terrível já feito", e muitos críticos, como Karina Longworth, da revista LA Weekly, e Jay Stone, do Calgary Herald, descreveram-no como um "pornô de tortura". Roger Ebert, do Chicago Sun-Times, afirmou que ele teve a "intenção de suscitar incredulidade, náuseas e indignação." Após a declaração de Six, David Cox, do The Guardian, contatou-o para tentar encontrar a origem da afirmação, e o diretor alegou que a declaração tinha sido originalmente feita pelo jornal britânico The Sun. No entanto, Cox não encontrou qualquer artigo que fizesse esta afirmação. Quando questionado por Cox sobre qual o filme ele considerava o "mais terrível", Six respondeu que era Salò ou os 120 Dias de Sodoma.

### Exibição
The Human Centipede estreou nos Estados Unidos sem uma classificação da Motion Picture Association of America (MPAA). Em 30 de abril de 2010 estreou nos cinemas de Nova Iorque, e, posteriormente teve lançamento limitado no país, sendo distribuído pela IFC Films. Ao longo do ano anterior, o filme fora exibido em vários festivais de cinema ao redor do mundo, incluindo o Festival de Cinema de Sitges, Festival de Cinema London FrightFest, Festival Internacional de Cinema de Leeds e Screamfest Horror Film Festival. Six disse que várias pessoas que assistiram a exibição nestes festivais reagiram radicalmente em relação ao filme, em alguns casos chegando a vomitar em seus assentos. Para sua surpresa, o público espanhol achou o filme engraçado, e riu durante as exibições. Também alegou que o "falatório" em relação à obra fez com que vários estúdios entrassem em contato para discutirem sua distribuição. A IFC Films foi a escolhida porque já tinha um histórico de distribuição de filmes de suspense controversos, sendo responsável, por exemplo, pelo lançamento de Død snø e Anticristo (2009). Nos Estados Unidos, The Human Centipede arrecadou um total de 181 467, ficando com um total mundial de 252 207 dólares.
A obra foi lançada em versão sem cortes pelo British Board of Film Classification (BBFC) e recebeu um certificado 18, sendo o lançamento no Reino Unido em 20 de agosto de 2010, com distribuição limitada e a Bounty Films responsável pela divulgação.

### Home video
O filme foi lançado em DVD e Blu-ray em 4 de outubro de 2010 no Reino Unido e no dia seguinte nos Estados Unidos. Em setembro de 2011, as vendas em DVD totalizaram 2 113 186 de dólares.

## Recepção

### Crítica
The Human Centipede recebeu críticas mistas. O agregador de resenhas Rotten Tomatoes indica um índice de aprovação de 49%, com base em 91 comentários, com uma classificação média de 5,1 de 10; o consenso geral afirma: "Grotesco, visceral e difícil de engolir, este horror cirúrgico não se sai melhor porque as partes nojentas desvalorizam todo o resto." No Metacritic, que determina uma avaliação normalizada em 100 a partir das opiniões dos críticos convencionais, calculou uma pontuação de 33 com base em 15 comentários, indicando "avaliações geralmente desfavoráveis".

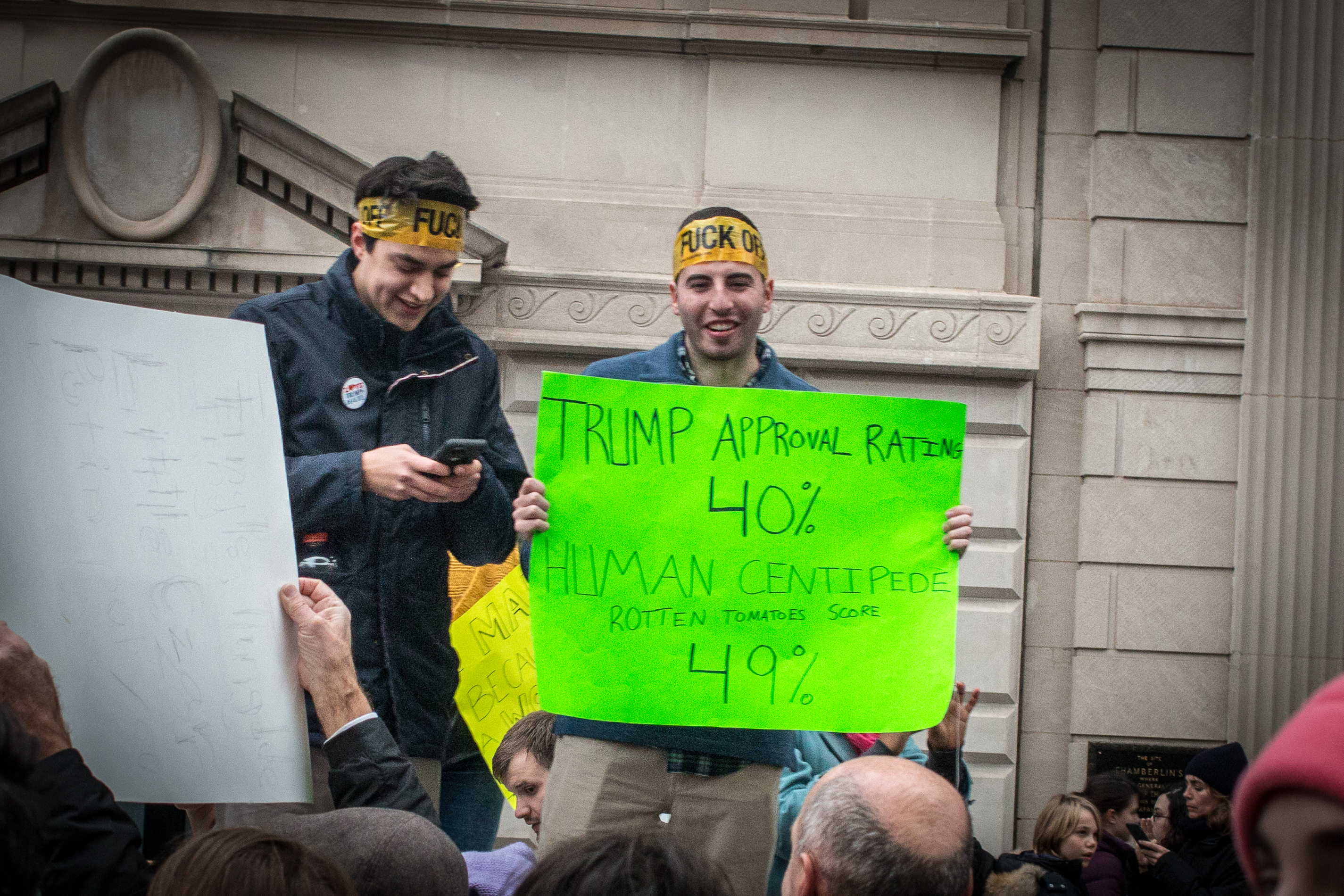
Grevistas comparando o índice de aprovação do filme no Rotten Tomatoes (49%) com o de Donald Trump (40%) durante a Marcha das Mulheres em Washington.

O crítico Kim Newman, da revista Empire, deu ao filme três estrelas em cinco, afirmando que "sob um conceito extremamente repulsivo, este é um filme de terror relativamente comum". "The Human Centipede dá a noção de que a única coisa mais assustadora do que a morte é um estado que liga a vida e a morte, em que, embora o corpo de alguém já não seja seu próprio controle, a mente permanece consciente", disse Karina Longworth, do The Village Voice. Escrevendo para o Entertainment Weekly, Clark Collis elogiou amplamente o desempenho de Laser e a direção de Six, dizendo que o diretor "levou a realidade com precisão e cuidados de (David) Cronenberg", e afirmou que The Human Centipede é "sem dúvida, um dos filmes de terror mais desagradáveis já feitos", assim como recebeu elogios de Owen Gleiberman, deste mesmo periódico: "Ao contrário de sua influência óbvia, o chocante [filme] japonês Audition (1999), The Human Centipede não tem uma reflexão do mundo real. É um filme doente apenas no filme". Peter Bradshaw, do The Guardian, deu-lhe três em cinco estrelas, dizendo que "embora completamente deplorável e revoltante, o filme é... tipo, brilhante!". O escritor da Total Film, Jamie Russell, deu quatro estrelas em cinco, chamando-o de "Chocante, engraçado e perturbador [...] um retorno aos dias de glória de Cronenberg".
Sukhdev Sandhu, do jornal britânico The Daily Telegraph, não o recebeu muito bem, afirmando: "The Human Centipede tem seus momentos, mas estes foram ofuscados principalmente pelos "inúmeros buracos" da trama, e [...] não conseguiu conquistar o status cult que tanto deseja." Felipe M. Guerra, do site Boca do Inferno, deu-lhe três caveiras e meia em cinco e escreveu: "Revolta o espectador e brinca com suas expectativas, entrando no terreno da crueldade, com a tensão atingindo um nível quase insuportável!". Escrevendo para o Chicago Sun-Times, Roger Ebert não atribuiu nenhuma estrela ao filme (não deve ser confundido com a atribuição de zero estrelas), afirmando: "Eu tenho que conceder estrelas aos filmes que eu revejo. Desta vez, eu me recuso a fazer, o sistema de classificação de estrelas não é adequado a este filme. O filme é bom? É ruim? Será importante? É o que é e ocupa um mundo onde as estrelas não brilham".
Críticos e um médicos descartaram a afirmação de Six de que o filme continha "100% de precisão médica" e descreveram-no como "ridículo" e "lixo". O Dr. John Cameron, em entrevista com TV3 News na Nova Zelândia, falou sobre a viabilidade de uma centopeia humana, afirmando que acreditava que seria difícil uma junção entre pessoas diferentes, a recuperação e a formação de uma conexão, além de que a centopeia morreria rapidamente por falta de nutrição. John Martin, ex-executivo de cinema de Hollywood e CEO da Alamo Drafthouse Cinemas, disse que as afirmações do diretor sobre a precisão médica devem ser vistas como alerta aos truques que os produtores de filmes costumam usar chamar a atenção. Martin comparou as alegações de Six com as de Kroger Babb e William Castle, que também fizeram "grandes promessas" sobre o que estavam colocando na tela, em uma tentativa de atrair audiências.

### Premiações
Apesar das avaliações mistas, o filme ganhou vários prêmios durante as exibições antecipadas em vários festivais internacionais de filmes de terror, incluindo "Melhor Filme" no Fantastic Fest (Austin, Texas), Screamfest Horror Film Festival (Los Angeles) e o Sainte Maxime International Horror Film Festival. Laser ganhou na categoria de Melhor Ator em Terror no Fantástico Fest e o filme ganhou Melhor Elenco no Festival de Cinema Horrorfest. No Scream Awards de 2010, Laser foi nomeado a Melhor Vilão e a cena da cirurgia ganhou "Mutilação mais memorável".

### Paródias
Após o seu lançamento, várias paródias do filme foram feitas. Uma paródia pornográfica, dirigida por Lee Roy Myers e intitulada The Human Sexipede, foi lançada em setembro de 2010, estrelando Tom Byron como Heiter, que fez cirurgia em três pessoas, juntando a boca de uma ao órgão genital da outra. O episódio n.º 1 da 15 temporada de South Park, intitulado "HUMANCENTiPAD", mostrou o personagem Kyle Broflovski concordando involuntariamente em se tornar parte de um "CENTiPAD humano" depois de não ter lido os detalhes completos de um contrato de licença de usuário final da Apple. O site Funny or Die apresentou um esboço onde as vítimas salvas de uma centopeia humana, já separadas, mas com cicatrizes físicas e mentais, interagem em uma reunião de sobreviventes. A atriz Bree Olson, que atuou em The Human Centipede 3 (Final Sequence), estrelou uma paródia da trilogia dirigida por Graham Rich.

## Sequências

Capa da caixa coletânea contendo o primeiro e segundo filme.

Quando Six começou a criar as sequências, ele imaginou uma trilogia que funcionasse como uma "centopeia de filmes". Cada continuação abre com o final do filme anterior, já que os eventos do anterior influenciam-na, embora todos os filmes tenham um enredo diferente. Na promoção do filme, o diretor declarou que já havia começado a trabalhar na sequência, intitulada The Human Centipede 2 (Full Sequence), tendo o mesmo orçamento do primeiro filme e com efeitos especiais muito mais perturbadores: "O primeiro filme é My Little Pony em comparação com o segundo". Yennie afirmou no Weekend of Horrors em maio de 2010 que a sequência conteria "o sangue e a merda" que os espectadores não viram no primeiro filme. Em Full Sequence, a centopeia foi composta por doze pessoas, sendo a maioria britânicas, e recebeu a tagline "100% de imprecisão médica".
O enredo de Full Sequence gira em torno de um homem que depois de se tornar sexualmente obcecado com uma gravação em DVD da First Sequence decide criar sua própria centopeia humana. O filme foi planejado para um lançamento em DVD no Reino Unido, no entanto, ao enviá-lo à BBFC para receber classificação, foi rejeitado devido ao conteúdo "sexualmente violento e potencialmente obsceno". Em seu argumento, a BBFC criticou o filme pela "pouca tentativa de representar qualquer uma das vítimas como algo além de objetos para serem brutalizados, degradados e mutilados pela diversão e excitação do personagem central, bem como pelo prazer da audiência" e que o filme praticamente estava violando o Obscene Publications Act, o que significa que sua distribuição no Reino Unido seria ilegal.[carece de fontes?] Após a Bounty Films — a distribuidora no Reino Unido — insistir para o órgão mudar de decisão, o filme finalmente foi aprovado em outubro de 2011 e recebeu a classificação indicativa de 18 anos, mas os produtores tiveram que fazer um total de 32 cortes, removendo dois minutos e trinta e sete segundos da versão original.
O terceiro e último filme da trilogia, The Human Centipede 3 (Final Sequence), recebeu um lançamento limitado em 22 de maio de 2015. O filme possui a maior centopeia humana da série, composta por quinhentas vítimas. Six disse que "cada filme é uma resposta ao outro. E o filme ficou tão grande, era um fenômeno da cultura pop, e as pessoas queriam mais: uma centopeia maior, helicópteros e outras coisa (...) tinha que ser maior e maior. E o que eu fiz, usei a ideia e quase fiz uma paródia dos próprios filmes da trilogia". Como Full Sequence destinava-se a fazer First Sequence se parecer com My Little Pony, a Final Sequence pretendia que Full Sequence se assemelhasse a um filme da Disney. O filme apresenta a tagline "100% politicamente incorreto". Tanto Dieter Laser quanto Laurence R. Harvey que atuaram no primeiro e segundo filme, respectivamente, retornaram em papéis diferentes.
The Human Centipede (Final Sequence) foi nomeado ao Framboesa de Ouro nas categorias de "Pior Diretor" e "Pior prequela, refilmagem, rip-off ou sequência", respectivamente. Também foi nomeado o "segundo pior filme de 2015" pela Entertainment Weekly e The A.V. Club. Em 2016, um filme juntando toda a trilogia, intitulado The Human Centipede (Complete Sequence), foi lançado, com um total de 275 minutos.